# St. Bonifatius (Hülfensberg)

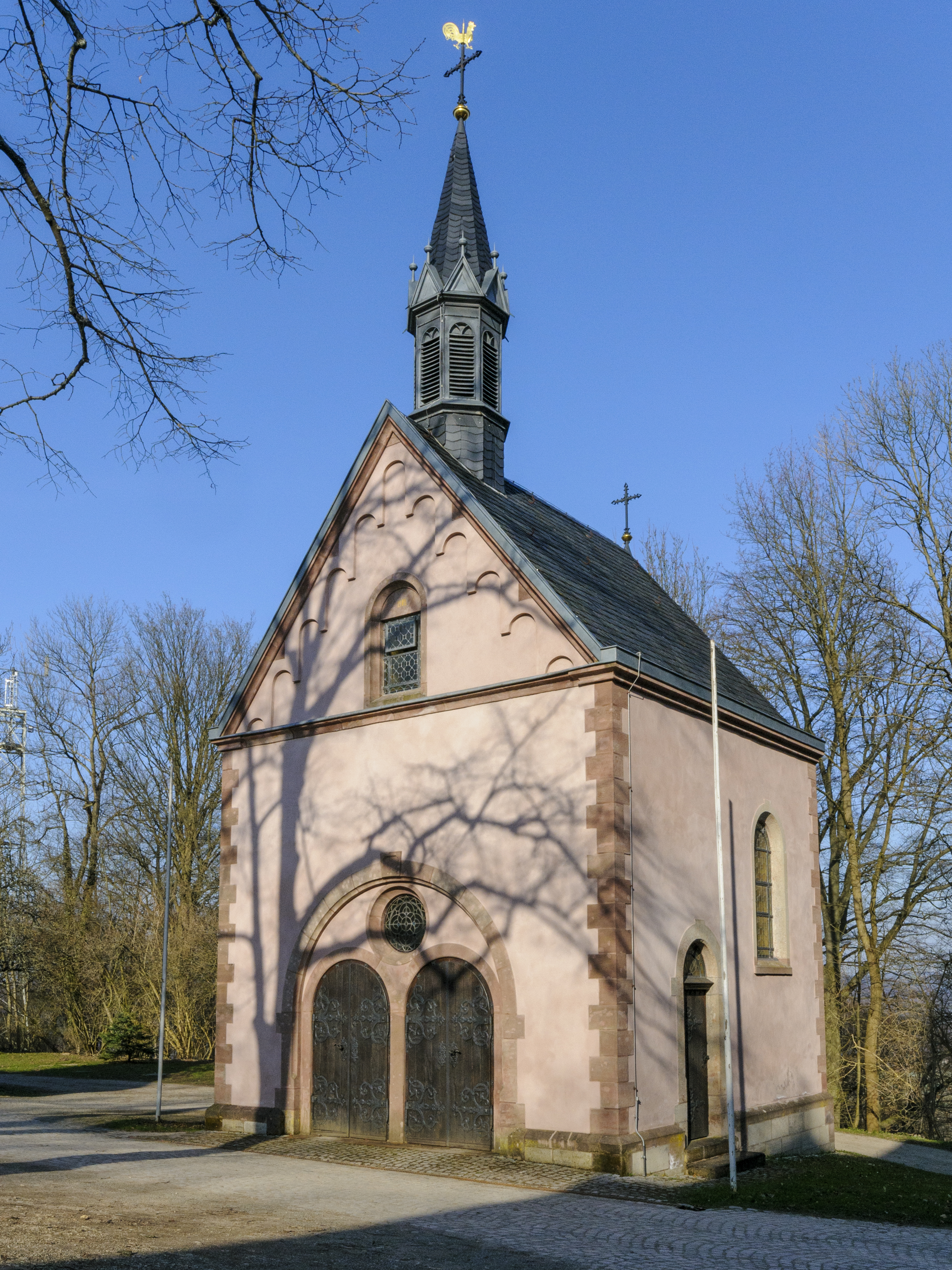
Römisch-katholische Kapelle St. Bonifatius auf dem Hülfensberg

Die römisch-katholische Kapelle St. Bonifatius steht auf dem Hülfensberg bei Geismar im thüringischen Landkreis Eichsfeld. Sie gehört zum Franziskanerkloster Hülfensberg und zur Pfarrei St. Ursula Geismar im Dekanat Dingelstädt des Bistums Erfurt. Sie trägt das Patrozinium des heiligen Bonifatius.

## Geschichte
Die Bonifatiuskapelle wurde 1903 auf den Fundamenten einer ehemaligen Fürstenkapelle, die 1716 von Landgrafen Christian von Hessen-Wanfried gestiftete wurde, errichtet.

## Architektur
Die Kapelle ist ein Rechteckbau mit dreiseitigem Chor im romanisierendem Stil.

## Ausstattung

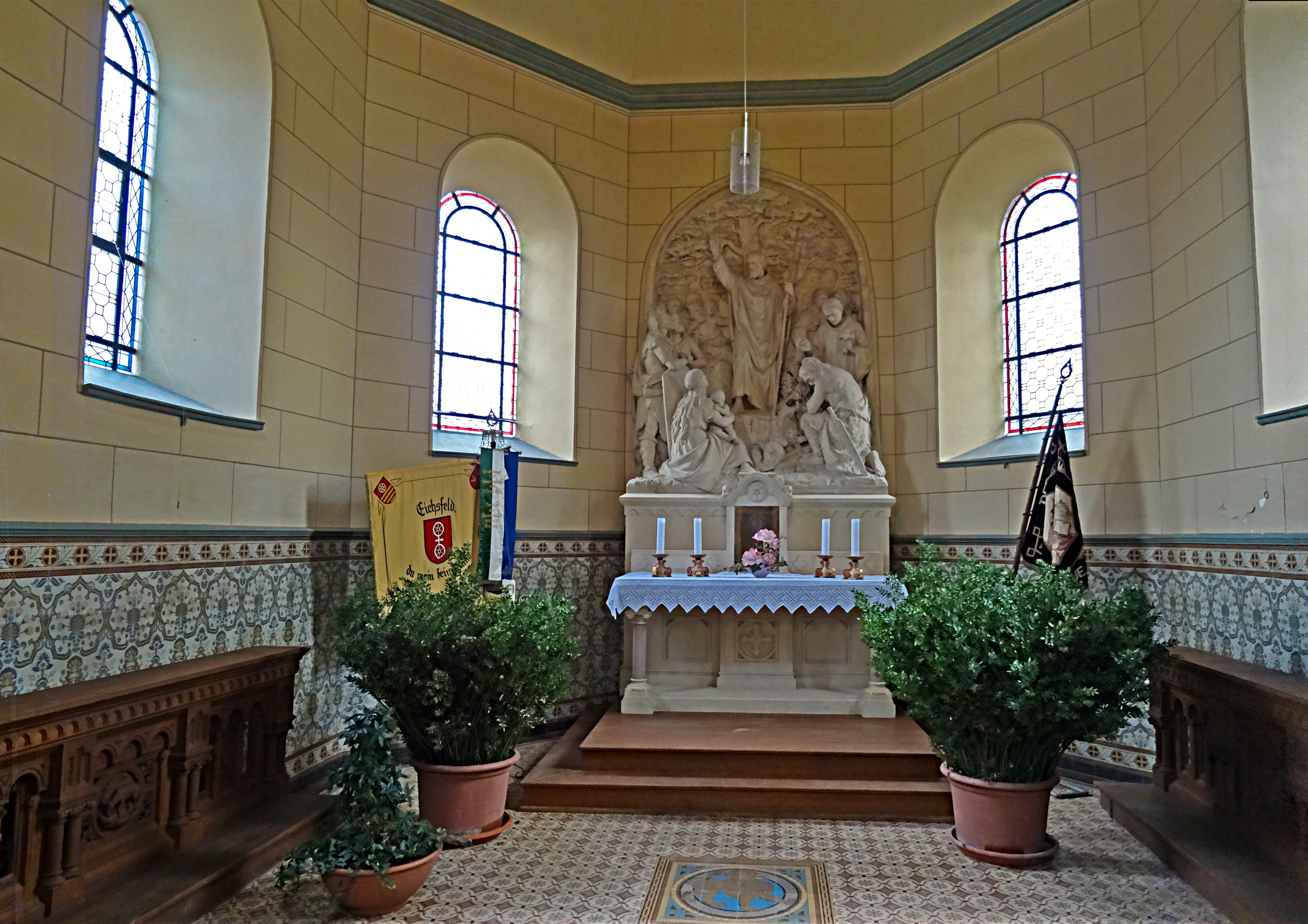
Innenansicht

Die Darstellung auf dem Hochaltar der Fällung der Donareiche durch Bonifatius auf dem Hülfensberg wurde von Franz Albermann geschaffen.